# Koryta (okres Mladá Boleslav)
Obec Koryta se nachází v okrese Mladá Boleslav, kraj Středočeský. Rozkládá se asi dvacet dva kilometrů severovýchodně od Mladé Boleslavi a sedm kilometrů severovýchodně od města Mnichovo Hradiště. Žije zde 119 obyvatel.

## Historie
První písemná zmínka o obci pochází z roku 1225.

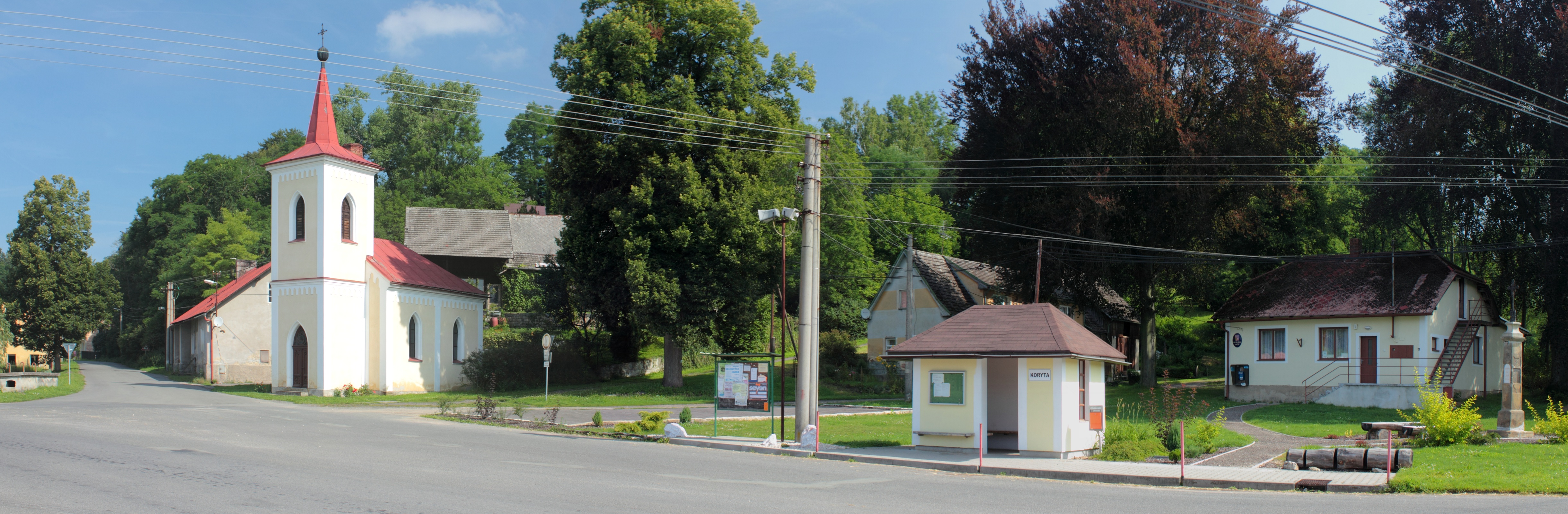
Náves s kaplí zastávkou autobusů a obecním úřadem a křížem

Dominantou dolení části obce je kaple zasvěcená Sedmi bratřím Machabejským, která byla postavena v roce 1885. Nedaleko od ní stával křížek z roku 1821, jenž byl zbořen nepozorným řidičem, ale již je opět opraven a zpět na svém místě. Horní části obce vévodí památná lípa.
Sbor dobrovolných hasičů byl v obci založen v roce 1890.

### Územněsprávní začlenění
Dějiny územněsprávního začleňování zahrnují období od roku 1850 do současnosti. V chronologickém přehledu je uvedena územně administrativní příslušnost obce v roce, kdy ke změně došlo:
- 1850 země česká, kraj Jičín, politický okres Mladá Boleslav, soudní okres Mnichovo Hradiště[4]
- 1855 země česká, kraj Mladá Boleslav, soudní okres Mnichovo Hradiště[4]
- 1868 země česká, politický i soudní okres Mnichovo Hradiště[4]
- 1939 země česká, Oberlandrat Jičín, politický i soudní okres Mnichovo Hradiště[5]
- 1942 země česká, Oberlandrat Praha, politický okres Mladá Boleslav, soudní okres Mnichovo Hradiště[6]
- 1945 země česká, správní i soudní okres Mnichovo Hradiště[7]
- 1949 Liberecký kraj, okres Mnichovo Hradiště[8]
- 1960 Středočeský kraj, okres Mladá Boleslav[9]

### Rok 1932
Ve vsi Koryta s 200 obyvateli v roce 1932 byly evidovány tyto živnosti a obchody: hostinec, klempíř, kolář, mlékárna, krejčí, obchod s ovocem a zeleninou, obchod se smíšeným zbožím, trafika.

## Doprava
Silniční doprava
Obcí prochází silnice III. třídy.
Železniční doprava
Železniční trať ani stanice na území obce nejsou. Nejblíže obci je železniční stanice Loukov u Mnichova Hradiště ve vzdálenosti 4 km ležící na trati 070 v úseku z Mladé Boleslavi do Turnova.
Autobusová doprava
V obci zastavovaly v pracovních dnech května 2011 příměstské autobusové linky:
- Mnichovo Hradiště-Loukov-Příšovice (5 spojů tam i zpět) (dopravce TRANSCENTRUM bus, s.r.o.) a
- Turnov-Mnichovo Hradiště (2 spoje tam, 4 spoje zpět) (dopravce BusLine, a.s.)[11]